# Asijský pohár v malém fotbale 2025
Asijský pohár v malém fotbale 2025 byl 1. ročníkem Asijského poháru v malém fotbale, který se konal ve Spojených arabských emirátech, ve městě Šardžá v období od 4. března do 9. března 2025. Turnaje se účastnilo 8 týmů, které byly rozděleny do dvou skupin po čtyřech týmech. Ze skupiny postoupily do vyřazovací fáze celky na prvních a druhých místech. Vyřazovací fáze zahrnovala 4 zápasy. Írán postoupil do finále, ve kterém porazil Indonésii 3:2 a poprvé vyhrál Asijský pohár v malém fotbale.

## Stadion
Turnaj se odehrál na jednom stadionu v jednom hostitelském městě: Al Heera Beach Stadium (Šardžá).
| Šardžá                                 |
| -------------------------------------- |
| Al Heera Beach Stadium                 |
| Šardžá Šardžá, Spojené arabské emiráty |

## Skupinová fáze
| Vysvětlivky                     |
| ------------------------------- |
| Týmy postupující do semifinále  |
| Vítěz zápasu je tučně zvýrazněn |

Všechny časy zápasů jsou uvedeny ve středoevropském letním čase (SELČ).

#### Skupina A
| Tým                     | Z | V | R | P | VG | IG | +/− | B |
| ----------------------- | - | - | - | - | -- | -- | --- | - |
| Spojené arabské emiráty | 3 | 3 | 0 | 0 | 10 | 1  | +9  | 9 |
| Indonésie               | 3 | 2 | 0 | 1 | 13 | 3  | +10 | 6 |
| Pákistán                | 3 | 1 | 0 | 2 | 7  | 10 | −3  | 3 |
| Indie                   | 3 | 0 | 0 | 3 | 1  | 17 | −16 | 0 |

| 4. března 2025 21:30                                    |       |       |                                |
| Spojené arabské emiráty                                 | 7 : 0 | Indie | Al Heera Beach Stadium, Šardžá |
| F. Ahmed 6', 36' Saif 22', 48' ? 37' A. Malall 40', 44' |       |       | Al Heera Beach Stadium, Šardžá |

| 4. března 2025 22:45                 |       |                                                                                         |                                |
| Pákistán                             | 2 : 7 | Indonésie                                                                               | Al Heera Beach Stadium, Šardžá |
| Shams Taj 3' Zohair Altaf Gondal 39' |       | Abour Rohim 18', 35', 48' Aprianto 21', 36' Caisar Silitonga 22' Randy Satria Akang 24' | Al Heera Beach Stadium, Šardžá |

| 5. března 2025 21:30 |       |                                                                     |                                |
| Indie                | 1 : 4 | Pákistán                                                            | Al Heera Beach Stadium, Šardžá |
| ? 11'                |       | Alamgir Ghazi 1' Abdullah Shah 3' Ehtsham Adil 20' Yousaf Ahmad 35' | Al Heera Beach Stadium, Šardžá |

| 5. března 2025 22:15    |       |           |                                |
| Spojené arabské emiráty | 1 : 0 | Indonésie | Al Heera Beach Stadium, Šardžá |
|                         |       |           | Al Heera Beach Stadium, Šardžá |

| 6. března 2025 21:30                                    |       |       |                                |
| Indonésie                                               | 6 : 0 | Indie | Al Heera Beach Stadium, Šardžá |
| Irsyad Furqdni 5', 28' Syarif 9', 12', 35' Aprianto 36' |       |       | Al Heera Beach Stadium, Šardžá |

| 6. března 2025 22:45 |       |                              |                                |
| Pákistán             | 1 : 2 | Spojené arabské emiráty      | Al Heera Beach Stadium, Šardžá |
| Ehtsham Adil 30'     |       | A. Malall 39' F. Ahmed 50+2' | Al Heera Beach Stadium, Šardžá |

#### Skupina B
| Tým      | Z | V | R | P | VG | IG | +/− | B |
| -------- | - | - | - | - | -- | -- | --- | - |
| Omán     | 3 | 2 | 1 | 0 | 8  | 4  | +4  | 7 |
| Írán     | 3 | 2 | 1 | 0 | 4  | 1  | +3  | 7 |
| Japonsko | 3 | 1 | 0 | 2 | 3  | 7  | −4  | 3 |
| Irák     | 3 | 0 | 0 | 3 | 1  | 4  | −3  | 0 |

| 5. března 2025 00:00 |       |                       |                                |
| Írán                 | 1 : 1 | Omán                  | Al Heera Beach Stadium, Šardžá |
| Sajjad Yaqoubi 34'   |       | Mohammed Al-Omari 49' | Al Heera Beach Stadium, Šardžá |

| 5. března 2025 23:30                |       |          |                                |
| Írán                                | 2 : 0 | Japonsko | Al Heera Beach Stadium, Šardžá |
| Amin Rezaei 39' Alireza Moslemi 42' |       |          | Al Heera Beach Stadium, Šardžá |

| 6. března 2025 00:45                     |       |                      |                                |
| Omán                                     | 2 : 1 | Irák                 | Al Heera Beach Stadium, Šardžá |
| Qusay Ba Hajaj 15' Mohammed Al-Omari 44' |       | Ahmed Ali 23' (pen.) | Al Heera Beach Stadium, Šardžá |

| 7. března 2025 00:45 |       |      |                                |
| Japonsko             | 1 : 0 | Irák | Al Heera Beach Stadium, Šardžá |
|                      |       |      | Al Heera Beach Stadium, Šardžá |

| 7. března 2025 4:45                                       |       |                                  |                                |
| Omán                                                      | 5 : 2 | Japonsko                         | Al Heera Beach Stadium, Šardžá |
| Saeed Al-Shehri 25', 39', 40', 48' Muhannad Al-Shibli 31' |       | Kasuya Ayumu 29' Ozaki Shuto 35' | Al Heera Beach Stadium, Šardžá |

| 7. března 2025 21:30 |       |      |                                |
| Írán                 | 1 : 0 | Irák | Al Heera Beach Stadium, Šardžá |
| Aref Bolouki 43'     |       |      | Al Heera Beach Stadium, Šardžá |

## O umístění

#### O 5. - 8. místo
| 8. března 2025 00:30 |       |                                                           |                                |
| Indie                | 1 : 5 | Japonsko                                                  | Al Heera Beach Stadium, Šardžá |
| ?'                   |       | Ozaki Shuto ?' Sakuma Raimu ?', ?' Kobayashi Naoto ?', ?' | Al Heera Beach Stadium, Šardžá |

| 8. března 2025 2:00                                 |       |      |                                |
| Pákistán                                            | 3 : 1 | Irák | Al Heera Beach Stadium, Šardžá |
| Abdullah Shah 22' Hamza Nusrat 28' Ehtsham Adil 43' |       | ?'   | Al Heera Beach Stadium, Šardžá |

#### O 7. místo
| 8. března 2025 22:00 |       |      |                                |
| Indie                | 0 : 9 | Irák | Al Heera Beach Stadium, Šardžá |
|                      |       |      | Al Heera Beach Stadium, Šardžá |

#### O 5. místo
| 8. března 2025 23:00                  |       |          |                                |
| Pákistán                              | 3 : 0 | Japonsko | Al Heera Beach Stadium, Šardžá |
| Abdullah Shah 21', ?' Hamza Nusrat ?' |       |          | Al Heera Beach Stadium, Šardžá |

## Vyřazovací fáze
|  | Semifinále | Semifinále              | Semifinále |  |  | Finále      | Finále                         | Finále      |
|  |            |                         |            |  |  |             |                                |             |
|  |            | Omán                    | 2          |  |  |             |                                |             |
|  |            | Indonésie               | 3          |  |  |             |                                |             |
|  |            |                         |            |  |  |             | Írán                           | 3           |
|  |            |                         |            |  |  |             | Indonésie                      | 2           |
|  |            | Írán                    | 1          |  |  |             |                                |             |
|  |            | Spojené arabské emiráty | 0          |  |  | Třetí místo | Třetí místo                    | Třetí místo |
|  |            |                         |            |  |  |             | Spojené arabské emiráty (pen.) | 0 (4)       |
|  |            |                         |            |  |  |             | Omán                           | 0 (1)       |

#### Semifinále
| 9. března 2025 00:15 |       |                         |                                |
| Írán                 | 1 : 0 | Spojené arabské emiráty | Al Heera Beach Stadium, Šardžá |
| Amin Rezaei 29'      |       |                         | Al Heera Beach Stadium, Šardžá |

| 9. března 2025 1:30                        |       |                                                        |                                |
| Omán                                       | 2 : 3 | Indonésie                                              | Al Heera Beach Stadium, Šardžá |
| Mohammed Al-Omari 7' Saeed Al-Shehri 50+1' |       | Aprianto 3' Jaelani Ladjanibi 42' Irsyad Furqdni 50+1' | Al Heera Beach Stadium, Šardžá |

#### O 3. místo
| 9. března 2025 8:45     |                  |      |                                |
| Spojené arabské emiráty | 0 : 0 4 : 1 pen. | Omán | Al Heera Beach Stadium, Šardžá |
|                         |                  |      | Al Heera Beach Stadium, Šardžá |

#### Finále
| 9. března 2025 10:00                                     |       |                                          |                                |
| Írán                                                     | 3 : 2 | Indonésie                                | Al Heera Beach Stadium, Šardžá |
| Amin Rezaei 5' Sajjad Yaqoubi 14' Shahin Ali Asghari 28' |       | Irsyad Furqdni 25' Irhan Firansyah 50+2' | Al Heera Beach Stadium, Šardžá |